# Roland Hanna
Roland Pembroke Hanna (Detroit, 10 de fevereiro de 1932 — Hackensack, 13 de novembro de 2002) foi um pianista de jazz norte-americano, compositor e professor.
Começou sua carreira na década de 1940, tocando em vários clubes em sua cidade natal, antes de estudar em várias escolas de música, incluindo Juilliard School, em Nova Iorque, já na década de 1950. Já tocou nas bandas de Benny Goodman (1958), e Charles Mingus (1959), antes de formar o seu próprio trio. Ingressou em 1967 na "Thad Jones-Mel Lewis Orchestra", permanecendo depois de um tempo na África, onde foi nomeado "cavaleiro" (sir) pelo presidente da Libéria, William Tubman (1969).
Ele permaneceu com a banda de Jones-Lewis durante boa parte da década de 1970, embora este trabalho simultâneo com outras aparições com Frank Wes, Ron Carter e Ben Riley. Depois, começou a girar com diferentes formações como um líder, tanto pela Europa, nos Estados Unidos e o Japão, sozinho ou em conjunto com o baixista George Mraz, tocando e fazendo gravações com músicos como Kenny Burrell, Elvin Jones, Freddie Hubbard, Pepper Adams, Jim Hall, Jimmy Knepper, Woody Herman, Stéphane Grappelli, Dee Dee Bridgewater, Sarah Vaughan, Mercer Ellington, entre outros.
Roland Hanna, juntamente com Jimmy Heath, foi professor de jazz na "Escola de Música Aaron Copland", do Queens College, em Flushing. Faleceu em 2002.